# 김종규 (1951년)
김종규(金宗奎, 1951년 11월 8일 ~ )은 대한민국의 민선 3·6기 제40·44대 전라북도 부안군수이다. 본관은 광산.

## 생애
전라중학교, 전주 영생여자상업고등학교에서 교사로 재직했다.
무소속으로 민선 3기 부안군수선거에 출마하여 당선돼 2002년 7월에서 2006년 5월까지 전라북도 부안군수로 재직했으며, 민선 6기 부안군수선거에도 무소속 출마로 당선되어 2014년 7월에서 2018년 6월까지 전라북도 부안군수로 재직했다.
민선 6기 부안군수 재직 중 제25회 세계 스카우트 잼버리(2023년 개최)를 부안군에 유치하였다. 김종규는 “26개국을 목발을 짚고 순방하며 치열한 유치활동을 한 결과 새만금 부안군이 최종개최지로 선정되는 쾌거를 이루게된 것”이라고 주장했다.
2018년 6월 13일 실시한 제7회 전국동시지방선거의 부안군수 선거에 출마하며 상대 후보자인 더불어민주당 소속 권익현이 “잼버리 유치는 전라북도, 한국스카우트연맹이 공동 추진한 것으로 되어 있다”며 자신의 역할이 없었다는 취지로 발언하자 공직선거법상 허위사실공표 죄로 고발하였으나 증거불출분으로 불기소되었다.

## 학력
- 위도초등학교 졸업
- 전주영생중학교 졸업
- 전주영생고등학교 졸업
- 1977 전주대학교 법학과 학사
- 1984 전주대학교 대학원 법학 석사
- 전주대학교 대학원 법학 박사과정 수료

## 경력
- 부안사랑나눔회 회장
- 청소년적십자 전라북도 의장
- 전주 경제정의실천시민연합 집행위원
- 호원대학교 겸임교수
- 원광대학교 초빙교수
- 전주대학교 객원교수
- 전북사랑나눔 이사장

## 전과
- 주택건설촉진법위반: 벌금 1,000,000원 - 2001년 1월 8일 선고[3]

## 역대 선거 결과
|  | 15.31% |

|  | 38.73% |

|  | 52.78% |

|  | 34.37% |

|  | 38.70% |

|  | 43.16% |

|  | 33.76% |

|  | 49.19% |

|  | 42.04% |